# Whiting (Indiana)
Whiting és una població dels Estats Units a l'estat d'Indiana. Segons el cens del 2000 tenia 5.137 habitants.

## Demografia
Segons el cens del 2000, Whiting tenia 5.137 habitants, 2.091 habitatges, i 1.281 famílies. La densitat de població era de 1.126,9 habitants/km².
Dels 2.091 habitatges en un 30,5% hi vivien nens de menys de 18 anys, en un 41,3% hi vivien parelles casades, en un 15% dones solteres, i en un 38,7% no eren unitats familiars. En el 33,8% dels habitatges hi vivien persones soles el 13,8% de les quals corresponia a persones de 65 anys o més que vivien soles. El nombre mitjà de persones vivint en cada habitatge era de 2,46 i el nombre mitjà de persones que vivien en cada família era de 3,18.
Per edats la població es repartia de la següent manera: un 26% tenia menys de 18 anys, un 8,5% entre 18 i 24, un 30,7% entre 25 i 44, un 19,7% de 45 a 60 i un 15% 65 anys o més.
L'edat mediana era de 36 anys. Per cada 100 dones de 18 o més anys hi havia 93,1 homes.
La renda mediana per habitatge era de 34.972$ i la renda mediana per família de 40.994$. Els homes tenien una renda mediana de 33.565$ mentre que les dones 21.981$. La renda per capita de la població era de 17.518$. Entorn del 10,1% de les famílies i el 12,3% de la població estaven per davall del llindar de pobresa.

## Poblacions més properes
El següent diagrama mostra les poblacions més properes.

## Fills il·lustres
- Ferid Murad (1936 -) farmacòleg, Premi Nobel de Medicina o Fisiologia de l'any 1998.